# Silvester van der Water
Silvester van der Water (Blaricum, 30 settembre 1996) è un calciatore olandese, attaccante dell'RKC Waalwijk.

## Caratteristiche tecniche
È un'ala destra.

## Carriera
Cresciuto nelle giovanili dell'Almere City, ha esordito in prima squadra il 12 febbraio 2016 in occasione del match di Eerste Divisie perso 2-1 contro l'Eindhoven.
Nell'estate del 2018 si trasferisce all'Heracles Almelo, club di Eredivisie.